# Шкампи
Шкампи су ракови са издуженим телима и првенствено пливајућим начином кретања - најчешће Caridea и Dendrobranchiata из реда десетоножаца, иако се неки ракови изван овог реда називају шкампи.
Уже дефиниције могу бити ограничене на Caridea, на мање врсте било које групе или само на морске врсте. Под широм дефиницијом, шкампи могу бити синоним за козице, покривајући пливајуће ракове са дугим, уским мишићавим реповима (стомацима), дугим антенама и витким ногама. Сваки мали рак који подсећа на шкампе обично се назива шкампом. Они пливају напред веслајући са пливачицама на доњој страни стомака, иако су њихов одговор на бекство обично поновљени покрети репом који их веома брзо покреће уназад. Ракови и јастози имају снажне ноге за ходање, док шкампи имају танке, крхке ноге које користе првенствено за лежање.
Шкампи су распрострањени и обилни. Постоје хиљаде врста прилагођених широком спектру станишта. Могу се наћи како се хране близу морског дна на већини обала и естуарија, као иу рекама и језерима. Да би избегле предаторе, неке врсте се скидају са морског дна и урањају у седимент. Обично живе од једне до седам година. Шкампи су често усамљени, иако могу формирати велика јата током сезоне мрешћења.
Они играју важну улогу у ланцу исхране и важан су извор хране за веће животиње, од риба до китова. Мишићави репови многих шкампа су јестиви за људе, а широко се хватају и узгајају за људску исхрану. Комерцијалне врсте шкампа део су индустрије вредну 50 милијарди долара годишње, а 2010. укупна комерцијална производња шкампа је износила скоро 7 милиона тона. Узгој шкампа постао је распрострањенији током 1980-их, посебно у Кини, а до 2007. жетва са фарми шкампа је премашила улов дивљих шкампа. Постоје значајни проблеми са прекомерним успутним уловом када се шкампи хватају у дивљини, и са штетом од загађења ушћа када се користе за подршку узгоју шкампа. Многе врсте шкампа су мале као што термин шкампи сугерише, око 2 cm (0,79 in), али неки шкампи прелазе 25 cm (9,8 in). Већи шкампи су чешће комерцијално циљани и често се називају козицама, посебно у Комонвелту нација и бившим британским колонијама.

## Фосили
У фосилном запису шкампа познато је само 57 искључиво фосилних врста. Најранији потичу из ране јуре, а следе примерци из креде.